# Casa Chalifa

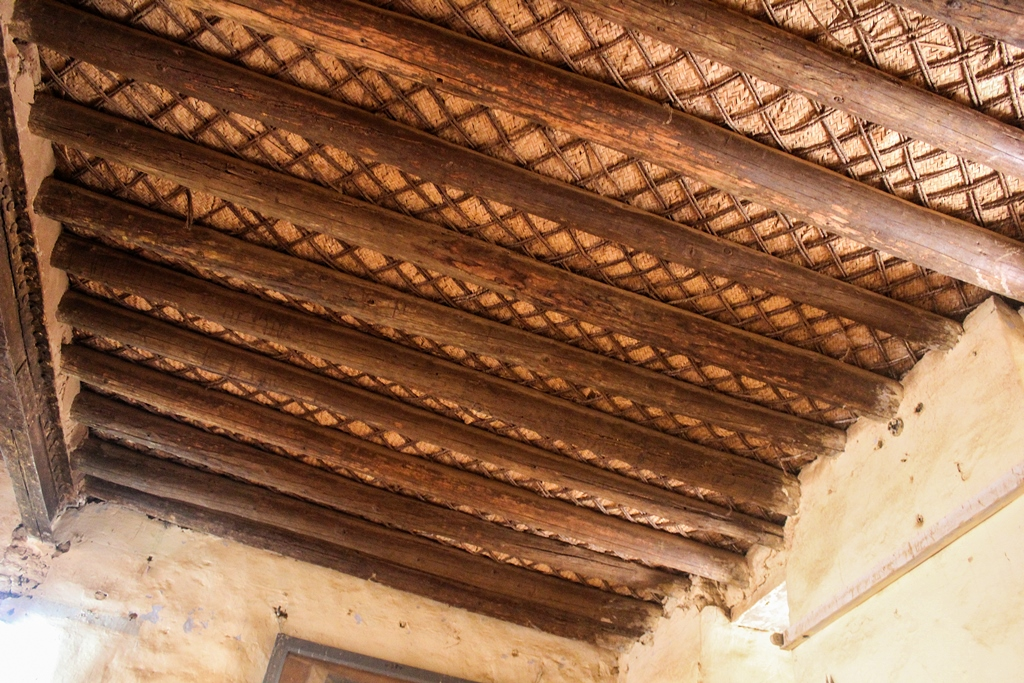
La teulada del museu

La Casa Chalifa (també anomenada per error com la Casa del Califa) és una casa feta amb argila on va viure el khalifa Abdullahi, el successor del mahdí Muhàmmad Àhmad, situada al centre d'Omdurman, al Sudan. Actualment és la seu d'un museu que documenta la història del Sudan durant la Guerra del Mahdí.
L'edifici va ser construït en dues fases: inicialment 1888 com una residència de planta baixa, que es va ampliar el 1891. Per a la seva elaboració s'utilitzaren materials dels edificis de Khartum. Inicialment, l'edifici va ser la residència i el centre administratiu dels governants de Sudan. El segle xix l'edifici era una de les millors estructures de la ciutat.
Immediatament després de la batalla d'Omdurman l'edifici es va convertir en un hospital de campanya i un cap de presoners de guerra per l'exèrcit derrotat.
Des de 1928 l'edifici és seu d'un museu on hi ha col·leccions de fusells, banderes, espases, javelines, monedes rares i bitllets des dels temps del Mahdi del Sudan. També té una rica col·lecció de materials d'arxiu d'època àrab.
Al pati del museu hi ha el cotxe més antic del Sudan i la cúpula original de la tomba del Mahdí.